# 글로브 텔레콤
글로브 텔레콤(Globe Telecom), 간단히 글로브(Globe)는 필리핀의 주요 전기통신 제공자의 하나이다. 필리핀 최대의 모바일, 유선, 브로드밴드 네트워크 중 하나를 운영한다. 글로브 텔레콤의 모바일 이용자는 2017년 12월 말 기준으로 60,700,000명에 도달했으며 이는 전년 보고된 62,800,000명에 비해 3% 하락한 수치이다.

## 무선 주파수 요약
| 주파수   | 프로토콜         | 클래스 | 대역 넘버 | 듀플렉스 모드 |
| -------- | ---------------- | ------ | --------- | ------------- |
| 900 MHz  | GSM/GPRS/EDGE    | 2G     | 8         | E-GSM         |
| 1800 MHz | GSM/GPRS/EDGE    | 2G     | 3         | DCS           |
| 900 MHz  | UMTS/HSDPA/HSPA+ | 3G     | 8         | UMTS-FDD      |
| 2100 MHz | UMTS/HSDPA/HSPA+ | 3G     | 1         | UMTS-FDD      |
| 700 MHz  | LTE              | 4G     | 28        | FDD           |
| 1800 MHz | LTE              | 4G     | 3         | FDD           |
| 2300 MHz | LTE              | 4G     | 40        | TDD           |
| 2500 MHz | LTE              | 4G     | 41        | TDD           |
| 2600 MHz | LTE              | 4G     | 7         | FDD           |

## 같이 보기
- 아얄라 코퍼레이션